# Chylismia multijuga
Chylismia multijuga är en dunörtsväxtart som beskrevs av Small.. Chylismia multijuga ingår i släktet Chylismia och familjen dunörtsväxter. Inga underarter finns listade i Catalogue of Life.

## Bildgalleri

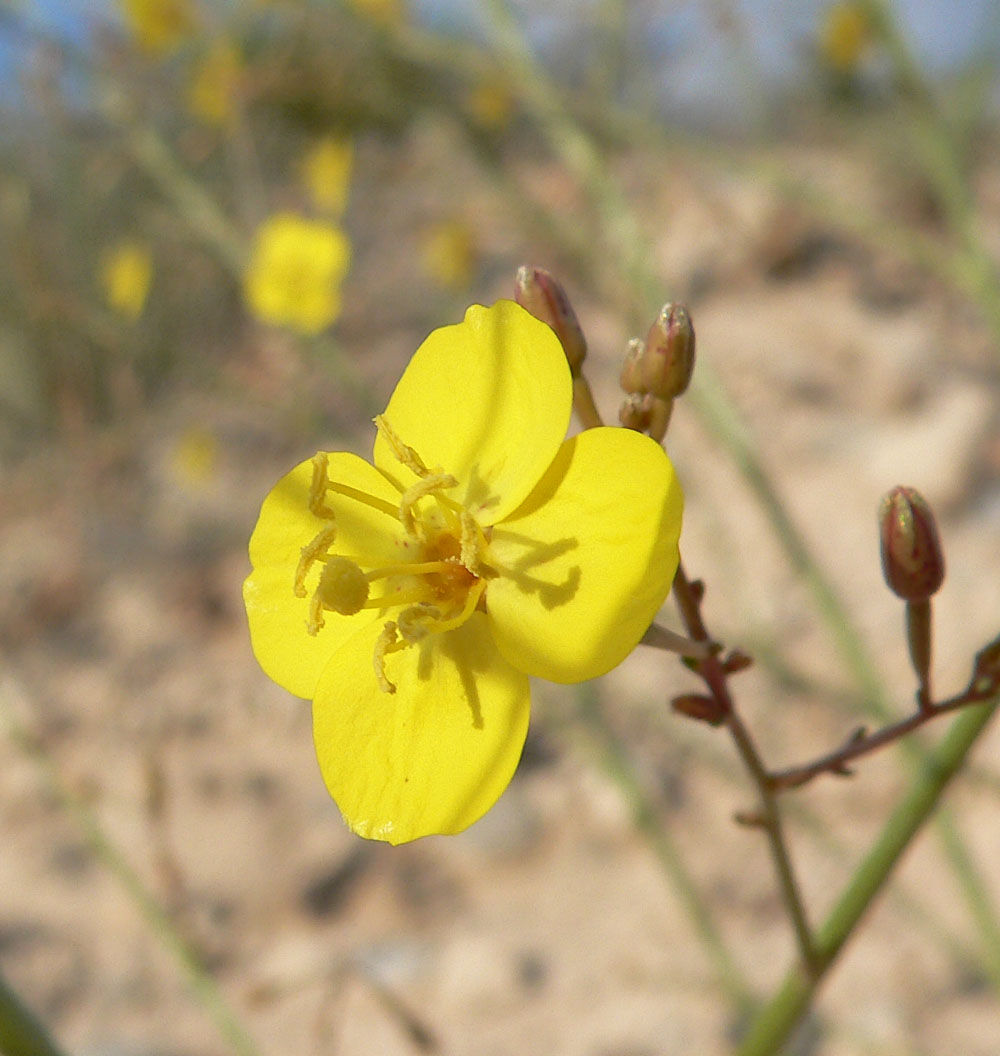
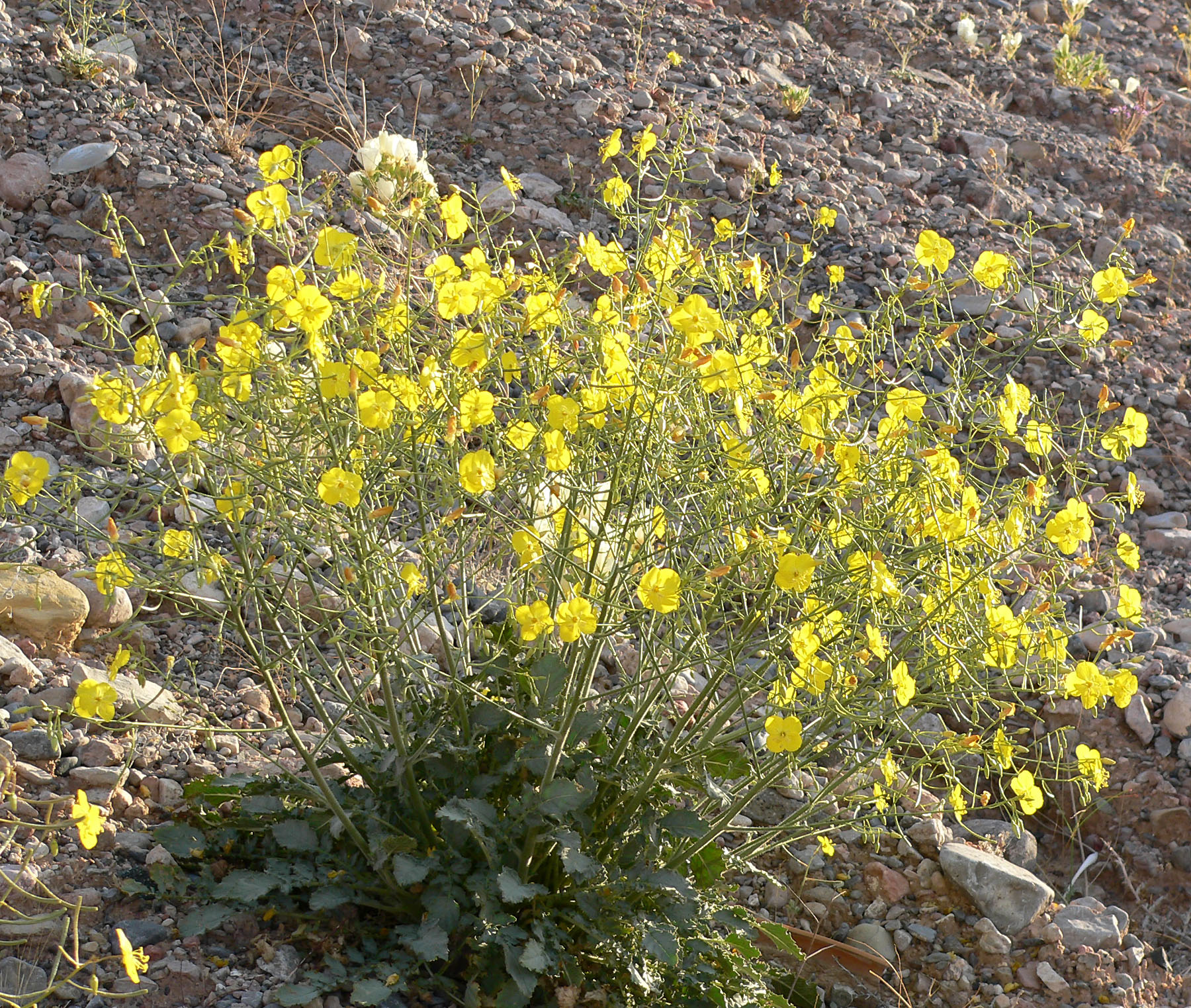
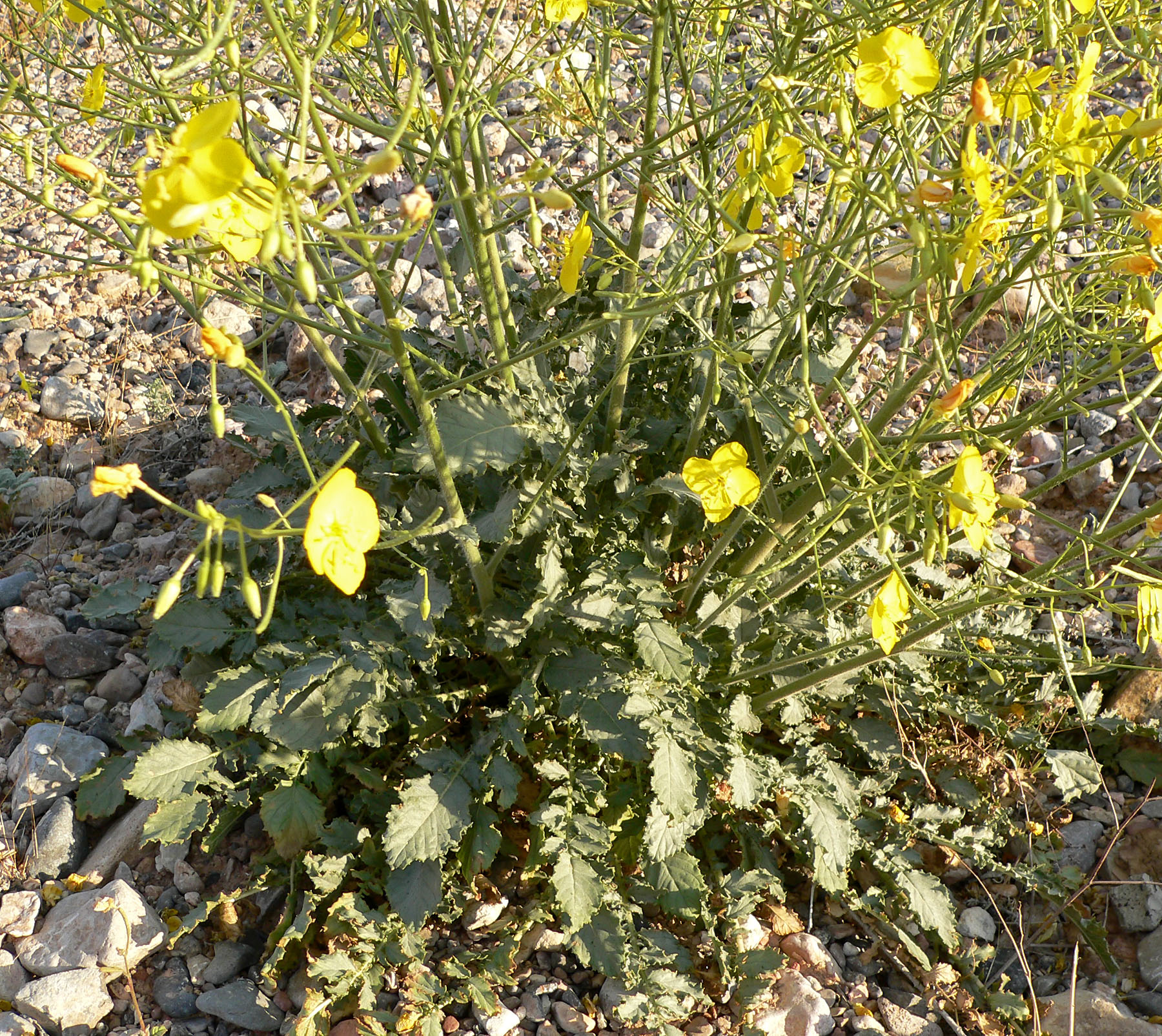
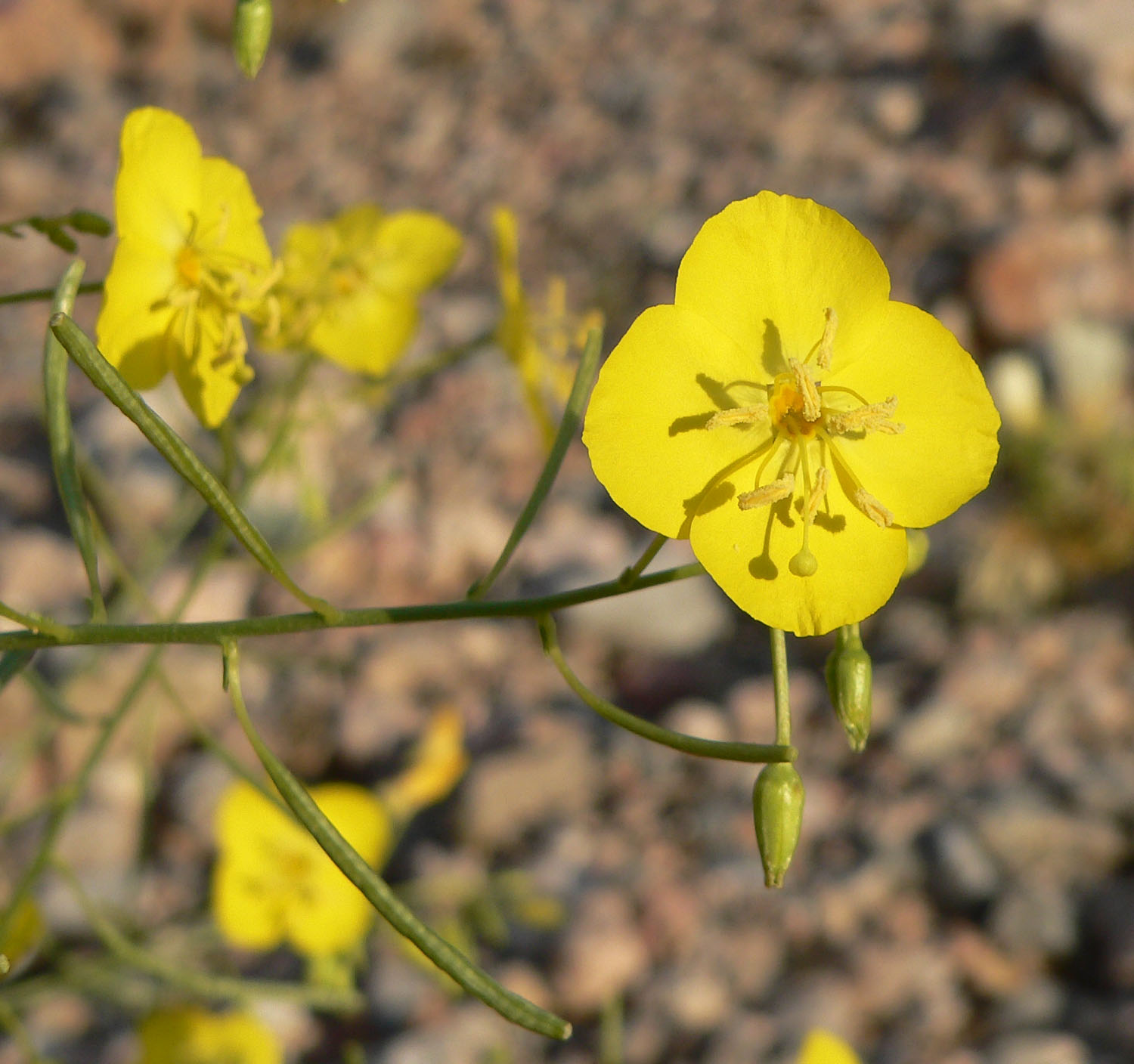